# 桑認
桑 認（くわ みとむ、1970年5月29日 - ）は、東京都清瀬市出身の元プロ野球選手（外野手）。右投右打。

## 来歴・人物
日大三高では3年夏の西東京大会準優勝、1988年のプロ野球ドラフト会議で近鉄バファローズから5位指名を受け入団。前年の野林大樹に続いた。背番号は49。
プロ2年目の1990年の6月にウエスタンリーグ月間MVPを獲得するなど、リスト使いに長けた非凡な打撃センスの持ち主であったが、右肩痛に泣き一軍試合出場を果たせないまま、1993年オフに現役を引退。
引退後は、埼玉県のエース物流株式会社に就職し、2008年11月より代表取締役を務めている。

## 詳細情報

### 年度別打撃成績
- 一軍公式戦出場なし

### 背番号
- 49（1989年 - 1993年）